# Cassii
Légende :
♦Patricien, ♦Plébéien, ♦Consulaire, ♦Sénatorial, ♦Équestre
Gens et Liste des gentes romaines
Les Cassii sont les membres d'une ancienne famille romaine d'abord patricienne puis plébéienne, la gens Cassia. Les cognomina principaux de cette gens sont Hemina, Longinus, Parmensis, Ravilla, Sabaco, Varus, et Viscellinus ou Vecellinus.

## Principaux membres

### Sous la République
Le premier Cassius mentionné, Spurius Cassius Vecellinus, auteur de la première loi agraire, fait partie des consuls accusés d'avoir « aspiré à la royauté » (adfectatores regni) et à avoir été condamné à mort par ses pairs. Selon la tradition, la famille Cassia deviendrait dès lors plébéienne.
- Spurius Cassius Vecellinus, consul en 502, 493 et 486 av. J.-C.

#### Cassii Longini
- Cassius Longinus, (v.-300 - ?);
  - Caius Cassius Longinus, (v.-280 - ?);
    - Caius Cassius Longinus, (v.-240 - ?);
      - Caius Cassius Longinus, (v.-210 - ap.-168), consul en 171 av. J.-C.
        - Lucius Cassius Longinus Ravilla, (v.-170 - ap.-113), consul en 127 av. J.-C.
          - Lucius Cassius Longinus, (v.-150 - -107), consul en 107 av. J.-C.
            - Lucius Cassius, (v.-128 - ap.-89), tribun de la plèbe en -89.
            - Caius Cassius Longinus Varus, (v.-120 - ap.-66), consul en 73 av. J.-C.
              - Caius Cassius Longinus, (v.-86 - -42), un des assassins de Jules César;
                - Caius Cassius Longinus, (v.-60 - ap.-44);

              - Lucius Cassius Longinus, (v.-82 - ap.-41), tribun de la plèbe en -44;
                - Lucius Cassius Longinus, (v.-63 - -42), décédé à la Bataille de Philippes;
                  - Lucius (Cassius Longinus), (v.-45 - ?);
                    - Lucius Cassius Longinus, (v.-25 - ap.11), consul suffect en 11
                      - Lucius Cassius Longinus, (v.-5 - ap.33), consul en 30.
                      - Caius Cassius Longinus, (v.-3 - 69), consul suffect en 30;
                        - (Cassia) Longina, (v.35 - ?), épouse de Corbulo.

            - Cassius Longinus;
              - Quintus Cassius Longinus, (v.-80 - -47), tribun de la plèbe en -49.

          - Caius Cassius Longinus, (v.-140 - ap.-87), consul en 96 av. J.-C.

        - Caius Cassius Longinus, (v.-168 - ap.-124), consul en 124 av. J.-C.
          - ? Caius Cassius, triumvir monétaire vers -126.

  - Quintus Cassius (Longinus), (v.-275 - ?), tribun militaire en -252, qui reçoit temporairement un commandement lors du siège de Lipari mais qui est dégradé et renvoyé à Rome pour avoir désobéi aux ordres reçus[1],[a 1].
    - Lucius Cassius Longinus, (v.-240 - ?);
      - Quintus Cassius Longinus, (v.-205 - -164), consul en 164 av. J.-C.
        - Lucius Cassius Longinus, (v.-170 - ?);
          - Lucius Cassius Longinus, (v.-135 - ap.-104), tribun de la plèbe en -104;
          - Quintus Cassius Longinus, (v.-130 - ?);
            - Lucius Cassius Longinus, (v.-105 - -63), candidat au consulat en -64, exécuté en -63 car partisan de Catilina.

#### Autres
- Cassius Sabaco, exclu du sénat en -115;
- Lucius Cassius Caeicianus, magistrat monétaire en -102;
- Marcus Cassius, préteur avant -73;
- Caius Cassius Parmensis, questeur en -43, participe au complot contre César en -44, ses oeuvres de poésie n'ont pas été conservé;
- Cassius Barba, officier dans la garde personnelle de César en -45, rejoint Marc-Antoine après la mort de César;

### Sous l'Empire

#### Cassii Celer
- Caius (Cassius);
  - Caius Cassius Celer, magistrat monétaire après -23

#### Cassii Secundi
Les Cassii Secundi sont inscrits dans la tribu Claudia.
- Publius Cassius Secundus, (v. 70 - ap. 117), procurateur de Cappadoce et d'Armenie, préfet des vigiles, préfet de l'annone;
  - Publius Cassius Secundus, (v. 94 - ap. 138), consul suffect en 138;
    - Publius Cassius Dexter, (v. 113 - ap. 151), légat d'Auguste propréteur de Cilicie, consul suffect en 151?;
      - ? Lucius Cassius Paullus Augustanius Alpinus Bellicius Sollers, légat de Cilicie;
        - ? Marcus Cassius Agrippa Sanctus Paullinus Augustanius Alpinus;

#### Cassii de Syrie
- (Cassius), (v.75 - ?);
  - Cassius Agri(ppa), (v.95 - ap.130), consul suffect en 130;
  - ? Cassia Lepida, (v.95 - ap.116/7), épouse de Tiberius Iulius;
  - ? (Cassia), (v.100 - ?), épouse de Caius Avidius Heliodorus;

#### Cassii Dio
Les Cassii Dio sont originaires de Nicée en Bithynie.
- Marcus Cassius Apronianus, (v. 140 - ?), consul suffect vers 183/184
  - Lucius Claudius Cassius Dio, dit « Cassius Dion » (v. 162/3 - ap. 229), historien romain d'expression grecque, consul en 229
    - (Cassius), (v. 195 - ?)
      - (Cassius), (v. 230 - ?)
        - Cassius Dion, (v. 255 - ap. 297), consul en 291, Préfet de Rome en 296/297[b 1].

  - ? Cassia Marciana, (v. 165 - ?), épouse de Lucius Marius Maximus?;

#### Autres
- Cassius Chaerea, tribun d'une cohorte prétorienne en 41, il est l'instigateur du meurtre de Caligula.
- Cassius Longus, préfet des camps en 69.
- Caius Cassius Salamallas, procurateur de Lycie, Pamphylie et Galatie vers 98-102.
- Caius Cassius Interamnanus Pisibanus Priscus, préteur en 100.
- Cassius Maximus, proconsul d'Achaie en 116.
- Publius Cassius Longinus, proconsul de Chypre au début du IIe siècle.
- Cassius Hadrianus, proconsul sous Antonin le Pieux.
- Marcus Cassius Apollinaris, consul suffect en 150.
- Lucius Cassius Iuvenalis, consul suffect vers 151/160.
- (...)lius Cassius Taurinus, frère Arvales en 155.
- Cassia Cornelia Prisca, descendante du préteur de 100?, épouse de Marcus Aufidius Fronto.
- Lucius Cassius Pius Marcellinus, consul suffect en 214.
- Quintus Cassius Agrianus Aelianus, consul suffect au IIIe siècle.

## Pour approfondir